# 琼榄
琼榄（学名：Gonocaryum lobbianum）为茶茱萸科琼榄属下的一个种。